# ペンケ山
ペンケ山（ペンケやま）は、北海道の中川郡中川町と枝幸郡中頓別町の2町にまたがる標高716.2mの山である。
山頂には二等三角点「頓別坊」が設置されている。

## 概要
宗谷丘陵の最高峰で、丘陵の中でも比較的地形が険しい南部に位置する。
山名はアイヌ語の「ペンケ（川上の）」に由来する。対してパンケ山は「パンケ（川下の）」が由来である。アイヌの伝説では、元々ペンケ山とパンケ山は連なった大きな山であったが大津波で中央が切れてしまい、それが日本海へ押し出されたのが利尻山であるという話がある。

## 登山
登山道がないため主に積雪期に登られる。
登山ルートは登山者によって異なるが、中川町側のパンケナイ川もしくは琴平川から登る者が多い。